# Osted Sogn
Osted Sogn er et sogn i Lejre Provsti (Roskilde Stift).
I 1800-tallet var Allerslev Sogn anneks til Osted Sogn. Begge sogne hørte til Voldborg Herred i Roskilde Amt. Osted-Allerslev sognekommune blev senere delt, så hvert sogn blev en selvstændig sognekommune. Inden kommunalreformen i 1970 indgik både Osted og Allerslev i Lejre Kommune.
I Osted Sogn findes Osted Kirke.
I sognet findes følgende autoriserede stednavne:
- Bondeskov (areal)
- Borup Huse (bebyggelse)
- Bregnetved (bebyggelse, ejerlav)
- Kastholm (bebyggelse, ejerlav)
- Kirkebjerg (bebyggelse)
- Lavringemose (bebyggelse)
- Manderup (bebyggelse, ejerlav)
- Ny Osted (bebyggelse)
- Osager (bebyggelse, ejerlav)
- Osted (bebyggelse, ejerlav)
- Osted Hestehave (bebyggelse)
- Skovholm (bebyggelse)
- Åsholm (bebyggelse)